# Cohors II Raetorum (Raetia)

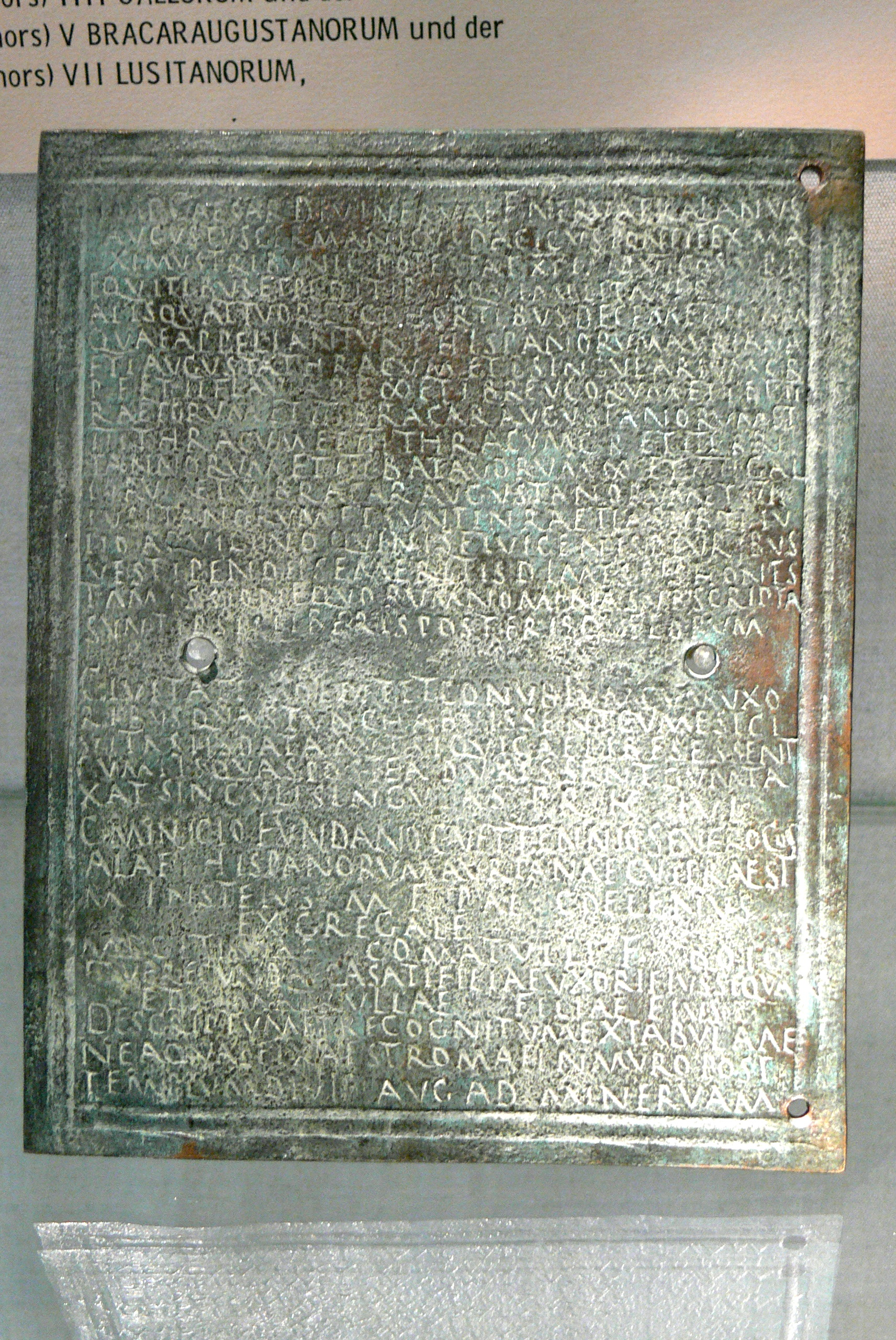
Das Militärdiplom des Mogetissa vom 30. Juni 107 n. Chr.

Die Cohors II Raetorum (deutsch 2. Kohorte der Räter) war eine römische Auxiliareinheit. Sie ist durch Militärdiplome, Inschriften und Ziegelstempel belegt.

## Namensbestandteile
- Cohors: Die Kohorte war eine Infanterieeinheit der Auxiliartruppen in der römischen Armee.

- II: Die römische Zahl steht für die Ordnungszahl die zweite (lateinisch secunda). Daher wird der Name dieser Militäreinheit als Cohors secunda .. ausgesprochen.

- Raetorum: der Räter. Die Soldaten der Kohorte wurden bei Aufstellung der Einheit aus dem Volk der Räter auf dem Gebiet der römischen Provinz Raetia rekrutiert. Die Hilfstruppeneinheiten der Räter wurden laut Tacitus zu zwei verschiedenen Zeitpunkten aufgestellt: nach der Eroberung Raetiens um 15 v. Chr. sowie um 70 n. Chr. in Folge des Helvetieraufstands.[1]

Da es keine Hinweise auf die Namenszusätze milliaria (1000 Mann) und equitata (teilberitten) gibt, ist davon auszugehen, dass es sich um eine reine Infanterie-Kohorte, eine Cohors (quingenaria) peditata, handelt. Die Sollstärke der Einheit lag bei 480 Mann, bestehend aus 6 Centurien mit jeweils 80 Mann.

## Geschichte
Der erste gesicherte Nachweis der Einheit in der Provinz Raetia beruht auf einem Militärdiplom, das auf das Jahr 107 n. Chr. datiert ist. In dem Diplom wird die Kohorte als Teil der Truppen (siehe Raetisches Heer) aufgeführt, die in der Provinz stationiert waren. Weitere Diplome, die auf 116 bis 167/168 datiert sind, belegen die Einheit in derselben Provinz.

## Standorte
Standorte der Kohorte in Raetia waren:
- Sorviodurum (Straubing): die Einheit errichtete das Kastell IV von 86 bis 107 und blieb dort bis zur Zerstörung in den Markomannenkriegen stationiert.

## Angehörige der Kohorte
Folgende Angehörige der Kohorte sind bekannt.

### Kommandeure
| - []anus, ein Präfekt (AE 1999, 1184) - []us Severus: er wird auf einem Diplom von 157 (RMD 3, 170) als Kommandeur genannt. - [Cl]audius []: er wird auf dem Diplom von 117/138 als Kommandeur genannt. | - Gaius Attius Alfianus Lucilius Ruga, ein Präfekt - Quintus Asinius Acilianus, ein Präfekt |

### Sonstige
| - [?]: ein Diplom von 157 (RMD 3, 170) wurde für ihn ausgestellt. - Ceraunus, ein Veteran - Festus, ein Optio | - Perennis, ein Centurio - Secundus, ein Centurio - Tullius S[], ein figlinarius (AE 1977, 595) |